# Campeonato Mundial de Ciclismo em Estrada de 1936
Os Campeonatos do mundo de ciclismo em estrada de 1936 celebrou-se na localidade suíça de Berna a 6 de setembro de 1936.

## Resultados
| Event                      | Ouro                     | Ouro       | Prata                  | Prata    | Bronze                          | Bronze |
| -------------------------- | ------------------------ | ---------- | ---------------------- | -------- | ------------------------------- | ------ |
| Provas masculinas          |                          |            |                        |          |                                 |        |
| Homens - carreira em linha | Antonin Magne · França   | 5h 53' 32" | Aldo Bini              | + 9' 27" | Theo Middelkamp · Países Baixos | m.t.   |
| Amador - carreira em linha | Edgar Buchwalder · Suíça | 3h 58' 01" | Gottlieb Weber · Suíça | + 11"    | Pierino Favalli                 | + 47"  |